# Awtandil Gogoberidse
Awtandil Nikolajewitsch Gogoberidse (georgisch ავთანდილ ღოღობერიძე; russisch Автандил Николаевич Гогоберидзе, genannt  ბასა, Basa; * 3. August 1922 in Suchumi; † 20. November 1980 in Tiflis) war ein georgisch-sowjetischer Fußballspieler und -trainer.

## Leben und Karriere
Awtandil Gogoberidse wurde 1922 im abchasischen Suchumi geboren, wo er auch das professionelle Fußballspielen begann. Nach einiger Zeit beim kleinen, lokalen Verein Pischtschewik Suchumi wechselte er 1940 zu Dinamo Suchumi. Dinamo Suchumi war nicht nur der größte Verein seiner Heimatstadt, sondern spielte damals auch in der dritten sowjetischen Fußballliga. Gogoberidse musste seine Fußballkarriere dann aber vorübergehend auf Grund des Zweiten Weltkriegs pausieren.
Nach dem Krieg wurde er vom sowjetischen Erstligisten Dinamo Tiflis verpflichtet. Für die Tifliser stand der Stürmer bis 1961 in insgesamt 341 Spielen auf dem Platz, in denen er 127 Tore schoss. 1951 war er Torschützenkönig der sowjetischen Liga, 1953 teilte er sich diese Auszeichnung gemeinsam mit Nikita Simonjan. 1957 erhielt Gogoberidse den Orden des Roten Banners der Arbeit.
Zwischen 1952 und 1954 lief er auch drei Mal für die sowjetische Nationalmannschaft auf. 1961 beendete Gogoberidse dann seine aktive Spielerlaufbahn und wechselte ins Traineramt. Von 1961 bis 1962 trainierte er Dinamo Tiflis und war von 1963 bis 1965 in der Vereinsleitung des Vereins tätig. Anschließend trainierte er von 1966 bis 1967 Lokomotive Tiflis.
1967 hatte Gogoberidse einen schweren Autounfall, bei dem er seine Stimme verlor und sich anschließend völlig aus der Öffentlichkeit zurückzog. Er starb am 20. November 1980 mit 58 Jahren in Tiflis.